# Florarctus antillensis
Florarctus antillensis är en djurart som tillhör fylumet trögkrypare, och som beskrevs av Van der Land 1968. Florarctus antillensis ingår i släktet Florarctus och familjen Halechiniscidae. Inga underarter finns listade i Catalogue of Life.